# Comuna Drajna, Prahova
Drajna este o comună în județul Prahova, Muntenia, România, formată din satele Cătunu, Ciocrac, Drajna de Jos, Drajna de Sus (reședința), Făget, Ogretin, Piatra, Pițigoi, Plai, Podurile și Poiana Mierlei.

## Etimologie
Numele comunei vine de la denumirea  râului Drajna care o străbate de la nord către sud și care derivă din două cuvinte slavone: draj care inseamnă „râu repede, energic” și dolojna care înseamnă „drum, cale”.
Numele satului Ogretin se crede că provine de la „o grădină”, acest sat fiind grădina principală a Castrului Roman de pe Gradiște, apoi a primilor moșneni drăjneni care au deținut și pământul din satul Ogretin care a fost înființat mai târziu de Dragomir Comișel, fratele lui Stan Sutașul, ambii din familia Pânteștilor din Drajna.

## Așezare
Comuna se află în nord-estul județului, pe cursul inferior al râului Drajna. Este străbătută de șoseaua județeană DJ102B, care o leagă spre sud de Vălenii de Munte, unde se termină în DN1A, și spre est de Posești și mai departe în județul Buzău de Cătina, Calvini și Cislău (unde se termină în DN10). La Drajna de Sus, din acest drum se ramifică șoseaua județeană DJ230, care o leagă spre nord de Cerașu, iar din DJ230 se ramifică DJ102N, care duce spre vest la Teișani (unde se intersectează cu DN1A) și Slănic. Suprafața comunei este de 55,66 kilometri pătrați.
Se învecinează:
- la sud: comuna Predeal-Sărari și orașul Vălenii de Munte;
- la est: comunele Ariceștii Zeletin și Posești;
- la nord: comuna Cerașu;
- la vest: comunele Izvoarele și Teișani.

### Relief și soluri
Este plasată în depresiunea Drajna-Chiojd, flancată de culmile Pintenului Văleni-Homorâciu. Cele mai răspândite soluri sunt aluviuniile și solurile aluviale în cadrul luncii Teleajenului, solurile urgiloiluviale și argiloviluviale brune podzolite, ca și cele brune și negre argiloase humifere în Dealurile Bughei. În Dealurile Priporului sunt mai frecvente solurile brune și argiloiluviale brune podzolite, rogosolurile, iar pe versanți solurile erodate.

## Demografie
Componența etnică a comunei Drajna
     Români (94,22%)
     Alte etnii (0,1%)
     Necunoscută (5,68%)
Componența confesională a comunei Drajna
     Ortodocși (92,98%)
     Alte religii (1%)
     Necunoscută (6,02%)
Conform recensământului efectuat în 2021, populația comunei Drajna se ridică la 5.102 locuitori, în scădere față de recensământul anterior din 2011, când fuseseră înregistrați 5.168 de locuitori. Majoritatea locuitorilor sunt români (94,22%), iar pentru 5,68% nu se cunoaște apartenența etnică. Din punct de vedere confesional, majoritatea locuitorilor sunt ortodocși (92,98%), iar pentru 6,02% nu se cunoaște apartenența confesională.

## Istorie
În satul Drajna de Jos au fost descoperite numeroase vestigii arheologice din Epoca Bronzului (un depozit de seceri) dar și urmele unui castru roman construit în anul 106.
La sfârșitul secolului al XIX-lea, teritoriul actual al comunei era împărțit între patru comune rurale, toate aflate în plaiul Teleajen al județului Prahova: Drajna de Jos (cu cătunele Drajna de Jos, Făgetul, Podurile și Chirițești), Drajna de Sus, Cătunul (cu satele Cătunu și Poiana Mierlei) și Ogretinul. Comuna Cătunu se desprinsese din comun Drajna de Sus în 1864; ea avea 932 de locuitori și nu avea nici școală, nici biserică, localnicii folosindu-le pe cele din Ogretin. Comuna Ogretin se desprinsese din comuna Râncezi la 1877 și avea 720 de locuitori, o școală înființată în 1886 în care învățau 87 de elevi, o biserică zidită la 1817 și două mori de apă pentru măcinat grâu și porumb pe pârâul Ogretin. Comuna Drajna de Sus era formată doar din satul de reședință, avea 1020 de locuitori și două biserici: una construită în 1852 de Negoiță Pântea și alta construită în 1872 de locuitori și denumită Biserica Bolânceștilor. Comuna Drajna de Jos avea 2277 de locuitori (din care 1670 în satul de reședință), o școală din 1870 în care învățau 70 de băieți și 2 biserici: una construită de moșierul Alexandru Filipescu în 1844 și o alta zidită în 1879. În această comună, pe râul Teleajen funcționau două mori de apă și o pivă, iar pe râul Drajna, în cătunul Făgetul exista o altă moară de apă.
În perioada interbelică, Anuarul Socec consemnează că în 1925 cătunul Chirițești a dispărut, iar comuna Cătunu a fost desființată, fiind alipită comunei Ogretin. Comunele Drajna de Jos, Drajna de Sus și Ogretin făceau parte din plasa Văleni din județul Prahova. În 1950, ele au fost arondate raionului Vălenii de Munte din regiunea Prahova și apoi raionului Teleajen din regiunea Ploiești. În 1968, județul Prahova s-a reînființat, iar cele trei comune au fost comasate, formând o singură unitate administrativă. În 1971, comuna avea o populație de 6200 locuitori.

## Politică și administrație
Comuna Drajna este administrată de un primar și un consiliu local compus din 15 consilieri. Primarul, Violeta Gonțea[*], de la Partidul Național Liberal, este în funcție din 2012. Începând cu alegerile locale din 2024, consiliul local are următoarea componență pe partide politice:
|  | Partid                          | Consilieri | Componența Consiliului | Componența Consiliului | Componența Consiliului | Componența Consiliului | Componența Consiliului | Componența Consiliului | Componența Consiliului | Componența Consiliului | Componența Consiliului | Componența Consiliului |
|  | ------------------------------- | ---------- | ---------------------- | ---------------------- | ---------------------- | ---------------------- | ---------------------- | ---------------------- | ---------------------- | ---------------------- | ---------------------- | ---------------------- |
|  | Partidul Național Liberal       | 10         |                        |                        |                        |                        |                        |                        |                        |                        |                        |                        |
|  | Partidul Social Democrat        | 3          |                        |                        |                        |                        |                        |                        |                        |                        |                        |                        |
|  | Alianța pentru Unirea Românilor | 2          |                        |                        |                        |                        |                        |                        |                        |                        |                        |                        |

În urma alegerilor locale din 2012, componența Consiliului Local Drajna (15 consilieri) este:
| 46,6% | Partidul Democrat Liberal                   | 7 |  |  |  |  |  |  |  |
| 40%   | Uniunea Social-Liberală                     | 6 |  |  |  |  |  |  |  |
| 6,7%  | Uniunea Națională pentru Progresul României | 1 |  |  |  |  |  |  |  |
| 6,7%  | Partidul Poporului – Dan Diaconescu         | 1 |  |  |  |  |  |  |  |

## Monumente istorice
În comuna Drajna se află conacul Filipescu Drăjneanu (sfârșitul secolului al XVII-lea, refăcut la sfârșitul secolului al XIX-lea, astăzi administrația sanatoriului TBC Drajna), și moara de apă Warthiadi (începutul secolului al XIX-lea), ambele monumente istorice de arhitectură de interes național, aflate în satul Drajna de Jos.
În rest, alte douăzeci de obiective din comuna Drajna sunt incluse în lista monumentelor istorice din județul Prahova ca monumente de interes local. Două dintre ele sunt situri arheologice: castrul roman de la Drajna de Sus și cetatea din perioada Latène de la Făgetu. Celelalte optsprezece sunt clasificate ca monumente de arhitectură: casa Victor Boștina (începutul secolului al XX-lea) din Cătunu; casa Ileana Pântea (sfârșitul secolului al XIX-lea); casa Elisabeta Pântea (cu corpul A din aceeași perioadă, cu corpul B construit în 1937); casele Ion Tița, Virgil Cojanu și Aritina Lupea (toate trei din 1909, ultima fiind azi sediu de firmă; casele Nicolae Burdușel (1919) și Stelian Tănăsescu (1928), toate aflate în satul Drajna de Sus; ruinele bisericii „Sfântul Dumitru” și „Cuvioasa Paraschiva” (1817); un ansamblu rural; și casele Gențiana Mihăilescu (mijlocul secolului al XIX-lea); Nicolae Moisescu (secolul al XIX-lea–începutul secolului al XX-lea); Ioana și Elena Comișel (începutul secolului al XX-lea); Dumitru Rădulescu (1920); Alexandrina Tatai (sfârșitul secolului al XVIII-lea); Olimpia Apostolescu (sfârșitul secolului al XIX-lea); Eduard Tănase (1907); și Aneta Rădulescu (începutul secolului al XX-lea), ultimele aflate toate în satul Ogretin.